# 백 투 더 퓨처 3
《백 투 더 퓨처 3》(영어: Back to the Future Part III)는 1990년 개봉한 미국의 SF 영화로, 《백 투 더 퓨처 2》의 속편이다. 백 투 더 퓨처 3의 결말을 바탕으로 한 TV 애니메이션 시리즈도 존재한다.

## 줄거리
1955년에 남겨진 마티는 박사가 1885년으로 갔음을 알게 된다. 그의 흔적을 찾아보니 드로리안은 폐광 속에 숨겨져 있었다. 그러나 그가 비프(토마스 F. 윌슨 분)의 선조인 매드독 태넌(토마스 F. 윌슨 분)의 총에 맞아 죽었다고 쓰여진 비석을 발견하고는, 박사를 구출하기 위해 위험한 시간 여행을 감행한다. 1885년 9월 2일의 서부에 도착한 마티는 드로리안의 고장으로, 맥플라이 가문의 선조인 세이머스(마이클 J. 폭스 분)와 매기(리 톰슨 분) 부부의 도움을 받게 되고 박사도 만난다. 고장 난 드로리안으로 시간 여행에 필요한 속도를 얻기위해서 기관차를 이용하려는 위험한 계획이 세워지지만, 박사는 여교사인 클라라(매리 스틴버겐 분)와 사랑에 빠져서 그 시대에 남고 싶어하고 원래 박사가 당하게 되어있던 매드독 태넌과의 결투를 마티가 떠맡게되는 사건이 발생한다. 마티는 기지를 발휘해 매드독과의 결투에서 이기고, 기관차는 질주하기 시작한다. 박사는 자기를 쫓아온 클라라와 남기로 결심을 하고, 마티는 그들과 작별 인사를 한 후 무사히 1985년으로 돌아온다. 드로리안은 완전히 파괴되고, 인간적으로 성숙해진 마티와 제니퍼 앞에 증기로 달리는 기차형 타임머신을 타고 박사가 다시 나타난다. 그리고 말한다.
"너의 미래는 아직 쓰여지지 않았어. 자신의 미래는 스스로 만들어가는 것이야, 너희 둘 다 멋진 미래를 만들었으면 좋겠어."

## 배역
- 마이클 J. 폭스 - 마티
- 크리스토퍼 로이드 - 브라운 박사
- 메리 스틴버겐 - 클라라
- 토마스 F. 윌슨 - 비프

## 한국판 성우진

### KBS (1995년 7월 17일)
- 김일 - 마티(마이클 J. 폭스)
- 이완호 - 브라운 박사(크리스토퍼 로이드)
- 송도영 - 클라라(메리 스틴버겐)
- 문관일 - 비프(토마스 F. 윌슨)
- 김은아 - 제니퍼(엘리자베스 슈) / 린다(웬디 조 스퍼버)
- 함수정 - 로레인(리 톰슨)
- 홍승섭 - 조지(제프리 와이스먼) / 뷰포드의 동료(마이클 왓슨) / 옷 판매원(마빈 J. 맥킨타이어)
- 이종구 - 시장(휴 길린) / 술집 손님(덥 테일러)
- 김창주 - 기관사(빌 맥키니) / 술집 손님(해리 캐리 주니어)
- 신흥철 - 기차 표 판매원(로드 큐엔) / 술집 손님(팻 버트램)
- 윤병화 - 보안관(제임스 톨칸) / 뷰포드의 동료(크리스토퍼 윈) / 사진사(딘 컨디)
- 강구한 - 바텐터(맷 클라크) / 니들스(플리) / 보좌관(도노반 스콧) / TV 목소리
- 김태웅 - 데이브(마크 맥클루어) / 뷰포드의 동료(숀 설리반)

### SBS (2001년 10월 1일)
- 김영선 - 마티(마이클 J. 폭스)
- 김정호 - 브라운 박사(크리스토퍼 로이드)
- 서혜정 - 클라라(메리 스틴버겐)
- 노민 - 비프(토마스 F. 윌슨)
- 윤성혜 - 제니퍼(엘리자베스 슈) / 린다(웬디 조 스퍼버)
- 이현선 - 로레인(리 톰슨)
- 김태훈 - 보안관(제임스 톨칸) / 술집 손님(덥 테일러)
- 김영훈 - 바텐터(맷 클라크)
- 장호비 - 니들스(플리) / 보좌관(도노반 스콧)
- 김영진 - 시장(휴 길린)
- 이원준 - 옷 판매원(마빈 J. 맥킨타이어)

## 애니메이티드 시리즈(SBS)
- 손원일 - 마티
- 이완호 - 브라운 박사
- 이영주 - 클라라 브라운
- 홍경화 - 쥴 브라운
- 최덕희 - 베른 브라운
- 문관일 - 비프 태넌
- 김민규
- 탁재인
- 유해무
- 임성표

## 같이 보기
- 스팀펑크